# Eugen Wolff (Literaturwissenschaftler)

Eugen Wolff

Eugen Wolff (* 28. September 1863 in Frankfurt (Oder); † 25. Februar 1929 in Neubabelsberg) war ein deutscher Literaturwissenschaftler und Theaterkritiker des späten 19. und frühen 20. Jahrhunderts.

## Leben und Wirken
Eugen Wolff wurde geboren als Sohn des jüdischen Kauffmanns Isaac Wolff und seiner Frau Louise.  1881 beendete er an der Realschule Frankfurt (Oder) sein Abitur und ging nach Berlin. Hier begann er mit dem Studium der Germanischen, Französischen und Englischen Philologie sowie der Philosophie. Seine Promotion erfolgte 1886 in Jena mit einer Arbeit über Karl Gotthelf Lessing, während er seine Habilitation 1888 in Kiel mit einer Arbeit über Johann Elias Schlegel abschloss.
Wolff ist in erster Linie bekannt für die Popularisierung des Begriffes „Moderne“ durch seinen gleichnamigen Essay aus dem Jahre 1886. Im selben Jahr war er Mitbegründer des Literaturvereins „Durch!“.
Während seines Studiums war er 1883 Gründungsmitglied und erster Sprecher der Burschenschaft Neogermania Berlin. Nach seinem Wechsel an die Universität Leipzig gründete er die Burschenschaft Tuiskonia Leipzig und wurde Mitglied der Burschenschaft Langobardia Leipzig. Das Adressbuch des Allgemeinen Deutschen Burschenbundes wies ihn 1919 als Alten Herrn der Burschenschaften Neogermania Berlin, Normannia Heidelberg und Suevia Leipzig aus. Mit Aufkommen des Antisemitismus in der Burschenschaft, sollte Wolff eigentlich die Mitgliedschaft, in der von ihm gegründeten Burschenschaft entzogen werden, jedoch suchte man den Kompromiss und entschloss sich Wolff zu dulden, da man ihm die „Frucht seines echt nationalen Werk nicht rauben [wollte]“. Wolff lehnte jedoch ab.
Von 1888 bis 1896 war Wolff als Privatdozent an der Christian-Albrechts-Universität zu Kiel tätig. 1904 wurde er vom Ministerium zum außerordentlichen Professor für Neuere deutsche Sprache und Literatur eingesetzt. Er setzte sich für die Gründung eines eigenen literaturwissenschaftlichen Seminares ein, welches ihm auch gelang: 1913 gründete er mit privaten Mitteln das Institut für Neuere deutsche Literatur und Medien an der Christian-Albrechts-Universität zu Kiel. Zum Sommersemester 1921 wurde er zum ordentlichen Professor für Neuere deutsche Sprache und Literatur ernannt. 1924 gründete er die Theatergeschichtliche Sammlung und 1926 das Theatermuseums in Kiel. Wenige Jahre später, im Jahre 1928, wurde bei ihm Blasenkrebs identifiziert, was ihn dazu zwang aus gesundheitlichen Gründen in den Ruhestand zu gehen. Er verstarb im Februar 1929 in Berlin-Neubabelsberg.

## Werke (Auswahl)
- Geschichte der deutschen Literatur in der Gegenwart. Hirzel, Leipzig 1896 (online).
- Poetik: Die Gesetze der Poesie in ihrer geschichtlichen Entwicklung. Schulze, Oldenburg/Leipzig 1899 (Digitalisat und Volltext im Deutschen Textarchiv), (online).
- Der junge Goethe: Gedichte in ihrer geschichtlichen Entwicklung. Schulze, Oldenburg 1900 (online).
- Faust und Luther, ein Beitrag zur Entstehung der Faust-Dichtung. Niemeyer, Halle an der Saale 1912 (online).
- Johann Wolfgang von Goethe: Wilhelm Meisters Wanderjahre, ein Novellenkranz. Nach dem ursprünglichen Plan herausgegeben von Eugen Wolff. Rütten & Loening, Frankfurt am Main 1916.
- Klaus Groth. In: Schleswig-Holsteinisches Jahrbuch (1918/1919), S. 22–29.